# Грязенятское сельское поселение
Грязенятское сельское поселение — упразднённое муниципальное образование в составе Рославльского района Смоленской области России.
Административный центр — деревня Грязенять.
Образовано Законом Смоленской области от 28 декабря 2004 года. Упразднено Законом Смоленской области от 20 декабря 2018 года с включением к 1 января 2019 года всех входивших в его состав населённых пунктов в Липовское сельское поселение.

## Географические данные
- Общая площадь: 118 км²
- Расположение: юго-западная часть Рославльского района
- Граничит:
  - на севере— с Рославльским городским поселением
  - на северо-востоке— с Перенским сельским поселением
  - на востоке— с Липовским сельским поселением
  - на юго-востоке— с Жарынским сельским поселением
  - на юге— с  Ершичским районом
  - на западе — с Астапковичским сельским поселением
- По территории поселения проходит автомобильная дорога  Рославль — Ершичи.

## Население
| 2011 | 2012 | 2013 | 2014 | 2015 | 2016 | 2017 |
| ---- | ---- | ---- | ---- | ---- | ---- | ---- |
| 483  | ↘466 | ↗471 | ↗494 | ↘474 | ↘467 | ↘447 |
| 2018 | 2019 |      |      |      |      |      |
| ↘440 | ↘404 |      |      |      |      |      |

## Населённые пункты
На территории поселения находилось  21 населённый пункт.
- Грязенять, деревня
- Бараново, деревня
- Бояркино, деревня
- Будище, деревня
- Высоково, деревня
- Вязовка, деревня
- Галеевка-1, деревня
- Галеевка-2, деревня
- Гореново, деревня
- Горохово, деревня
- Дебря, деревня
- Красная Звезда, деревня
- Новое Максимково, деревня
- Новоселки, деревня
- Павловка, деревня
- Плосково, деревня
- Слободище-1, деревня
- Слободище-2, деревня
- Старое Максимково, деревня
- Троицкий, деревня
- Хлясино, деревня